# Engine Alliance GP7200
| Basisdaten (GP7270)   |                    |
| GP7200                |                    |
| Durchmesser           | 316 cm             |
| Fandurchmesser        | 296 cm             |
| Masse                 | 6712 kg            |
| Länge                 | 474 cm             |
| Technische Daten      |                    |
| Bypass-Verhältnis     | 9:1                |
| Druckverhältnis       | 43,9:1             |
| Luftdurchsatz         | 900–1200 kg/s      |
| Leistungsgewicht      | 46,3 N/kg          |
| Schubkraft            | 332 kN (74740 lbf) |
| Triebwerkssektion     | Stufen             |
| Fan                   | 1                  |
| Niederdruckverdichter | 5                  |
| Hochdruckverdichter   | 9                  |
| Hochdruckturbine      | 2                  |
| Niederdruckturbine    | 6                  |

Das Triebwerk Engine Alliance GP7200 der Engine Alliance ist ein Turbofan-Triebwerk. Das Joint Venture von General Electric und Pratt & Whitney wurde gegründet, um die Entwicklungskosten für dieses große Zweistrom-Strahltriebwerk auf mehrere Schultern zu verteilen.
Zu den Kunden der A380 mit dem GP7200 gehören Emirates, Etihad, Air France, Korean Air, Qatar und Asiana Airlines.

## Entwicklung

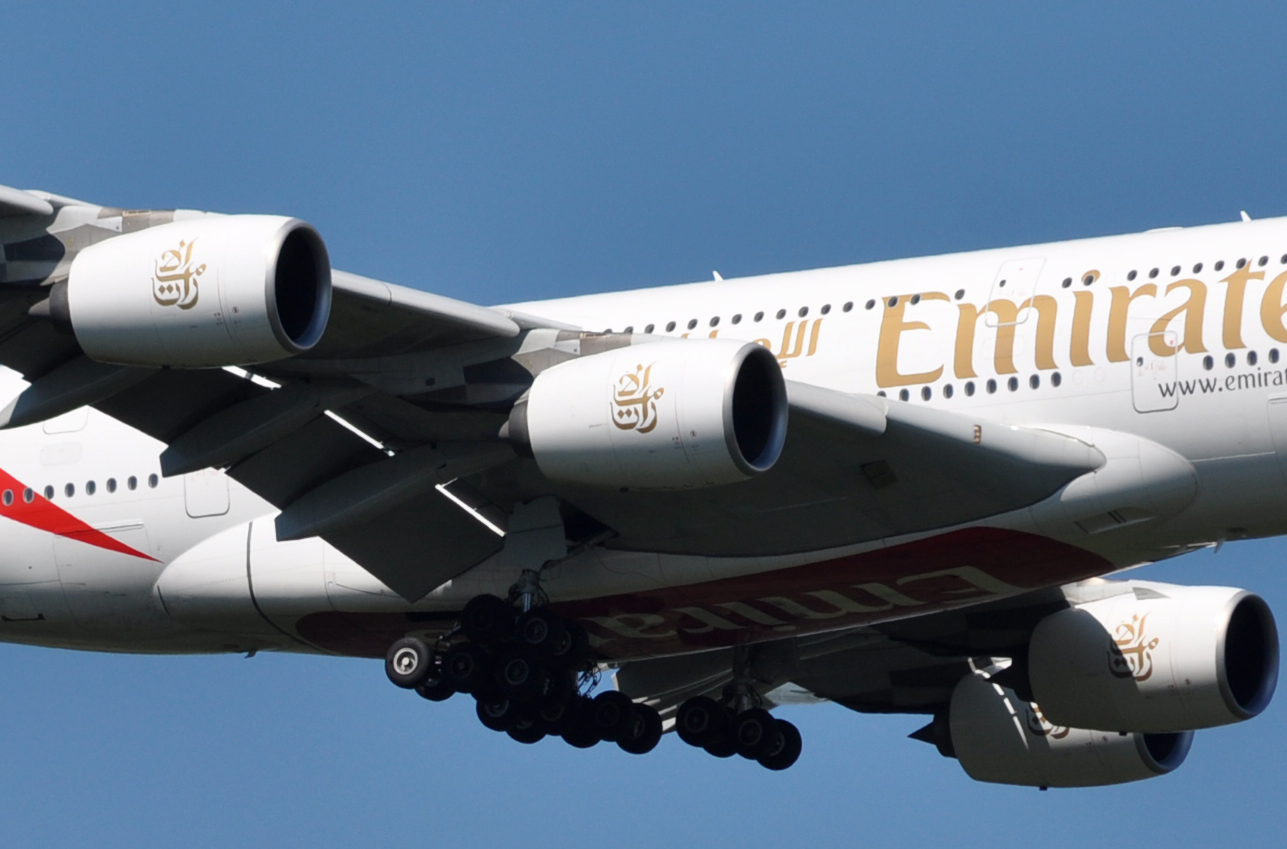
GP7000-Triebwerke an einer A380 der Emirates

Ursprünglich zum Antrieb der nicht verwirklichten Boeing 747X gedacht, wird dieses Triebwerk seitdem für den Airbus A380 verwendet. Pratt & Whitney entwickelte das Niederdrucksystem auf der Basis des PW4000 einschließlich des 2,96 m Durchmesser großen Niederdruckverdichters (Fan) aus Titan, dessen markant geschwungene Schaufeln von vorn sichtbar sind, und der Niederdruckturbine. General Electric hingegen entwickelte das Hochdrucksystem (den Hochdruckverdichter, die Brennkammer und die Hochdruckturbine) auf der Basis des GE90. Weiter sind an der Entwicklung das deutsche Unternehmen MTU Aero Engines aus München, die französische Snecma und die belgische Techspace Aero beteiligt.
Das konkurrierende Rolls-Royce Trent 900 wurde 1996 als Standardtriebwerk für die damalige A3XX nominiert und anfänglich von fast allen Kunden der A380 gewählt. Jedoch konnte das Triebwerkskonsortium des GP72XX seinen Anteil bei den Verkäufen der A380 vergrößern, so dass es danach bei über der Hälfte der Flugzeugflotte eingesetzt wurde. Insbesondere durch eine Bestellung der Emirates von 150 mit diesem Triebwerk ausgestatteten Flugzeugen wurde die Unausgewogenheit aufgehoben (Emirates war bis dahin ein traditioneller Rolls-Royce-Kunde).
Alle Modelle der A380 mit diesem Triebwerk sind mit A380-86x nummeriert, da die 6 der Code für die Triebwerke der Engine Alliance ist.
Am 14. Dezember 2007 wurde das Triebwerk durch die FAA und die EASA offiziell als Antrieb für die A380 zugelassen.

## Test
Die Testläufe am Boden begannen im April 2004 und das Triebwerk wurde zum ersten Mal am 14. August 2006 an einer A380 getestet.
Davor fand am 3. Dezember 2004 der erste Flugversuch statt, bei dem eines von vier Triebwerken einer Boeing 747 durch ein GP7200 ersetzt wurde. Das Triebwerk wurde am 4. Januar 2006 von der FAA für den kommerziellen Betrieb zertifiziert. Am 25. August flog mit der Maschine mit der Werksnummer MSN 009 zum ersten Mal eine A380-861 mit diesem Triebwerk. Der Test begann und endete in Toulouse und dauerte ungefähr vier Stunden. Es wurden Tests hinsichtlich der Reisegeschwindigkeit, der Triebwerksverkleidungen und des Handlings durchgeführt. Einen Tag früher wurden mit der gleichen Maschine die Triebwerke bei Startabbrüchen getestet.

## Sonstige Versionen

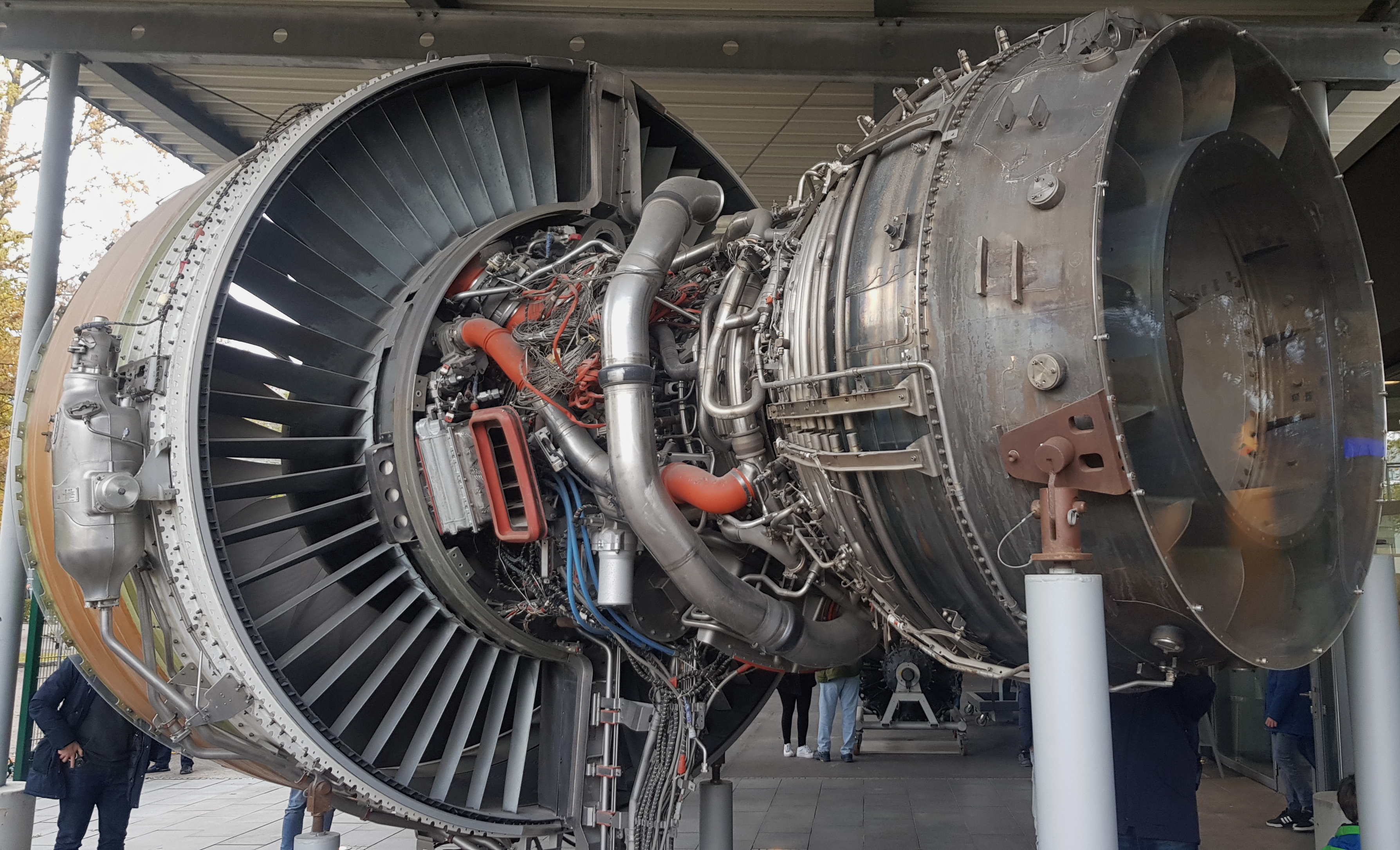
GP7000 im MTU-Museum

Das Modell GP7277 mit bis zu 363 kN (81500 lb f) Schub ist für die Frachtversion der A380 mit 590 Tonnen Fluggewicht vorgesehen. Die Entwicklung der Frachtversion wurde laut Airbus jedoch eingestellt (Stand: April 2018).

## Zwischenfälle
Am 30. September 2017 rissen bei dem Air-France-Flug 66 auf dem Weg von Paris nach Los Angeles am rechten Außentriebwerk der gesamte Fan (Schaufeln, Disk und Wellenteile), Einlauf und Teile der nachfolgenden Triebwerksummantelung ab. Bei dem Zwischenfall südöstlich von Grönland wurde niemand verletzt und die Maschine konnte sicher auf der kanadischen Militärbasis Goose Bay in Neufundland landen.